# Barntrup
Barntrup – miasto w Niemczech, położone w kraju związkowym Nadrenia Północna-Westfalia, w rejencji Detmold, w powiecie Lippe. W 2010 roku liczyło 8910 mieszkańców.

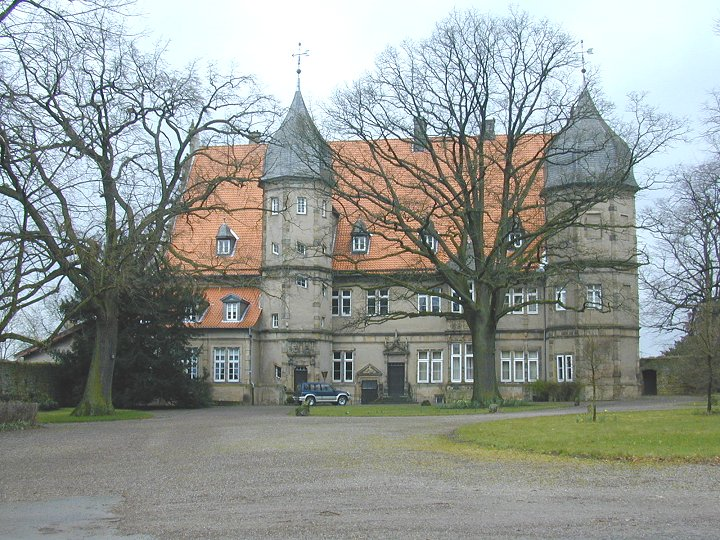
Pałac w Barntrup